# Mennecy
Mennecy [mɛnsi] ist eine französische Stadt und Gemeinde südlich von Paris mit 16.071 Einwohnern (Stand: 1. Januar 2022) im Département Essonne in der Region Île-de-France. Sie gehört zum Arrondissement Évry und zum Kanton Mennecy.
Die Einwohner werden Menneçois genannt.

## Geographie
Mennecy liegt in der Landschaft des Hurepoix am Fluss Essonne. Im Norden wird die Gemeinde durch Lisses und Villabé begrenzt, im Nordosten durch Ormoy, im Osten und Südosten durch Le Coudray-Montceaux, im Süden durch Chevannes, im Westen und Südwesten durch Fontenay-le-Vicomte sowie im Nordwesten durch Écharcon.

## Geschichte
Mennecy gründet auf den Resten des gallorömischen Oppidums Minacium. Seine Bedeutung gewinnt Mennecy aber vor allem durch die Errichtung der Porzellanmanufaktur zwischen 1738 und 1745, wenngleich diese 1777 wieder geschlossen wurde.

### Bevölkerungsentwicklung
Mit der Gründung der nahen Planstadt Évry in den 1960er Jahren stieg auch in Mennecy die Einwohnerzahl erheblich an.
| Jahr                       | 1968 | 1975 | 1982   | 1990   | 1999   | 2006   | 2019   |
| Einwohner                  | 3867 | 7644 | 10.702 | 11.048 | 12.779 | 13.325 | 15.292 |
| Quellen: Cassini und INSEE |      |      |        |        |        |        |        |

## Gemeindepartnerschaften
- Renningen, Baden-Württemberg, Deutschland, seit 1982
- Countesthorpe, Leicestershire, Vereinigtes Königreich, seit 1984
- Occhiobello, Provinz Rovigo, Italien, seit 2003

## Verkehr
Mennecy wird von der Linie D des Réseau express régional d’Île-de-France (RER) bedient.

## Sehenswürdigkeiten

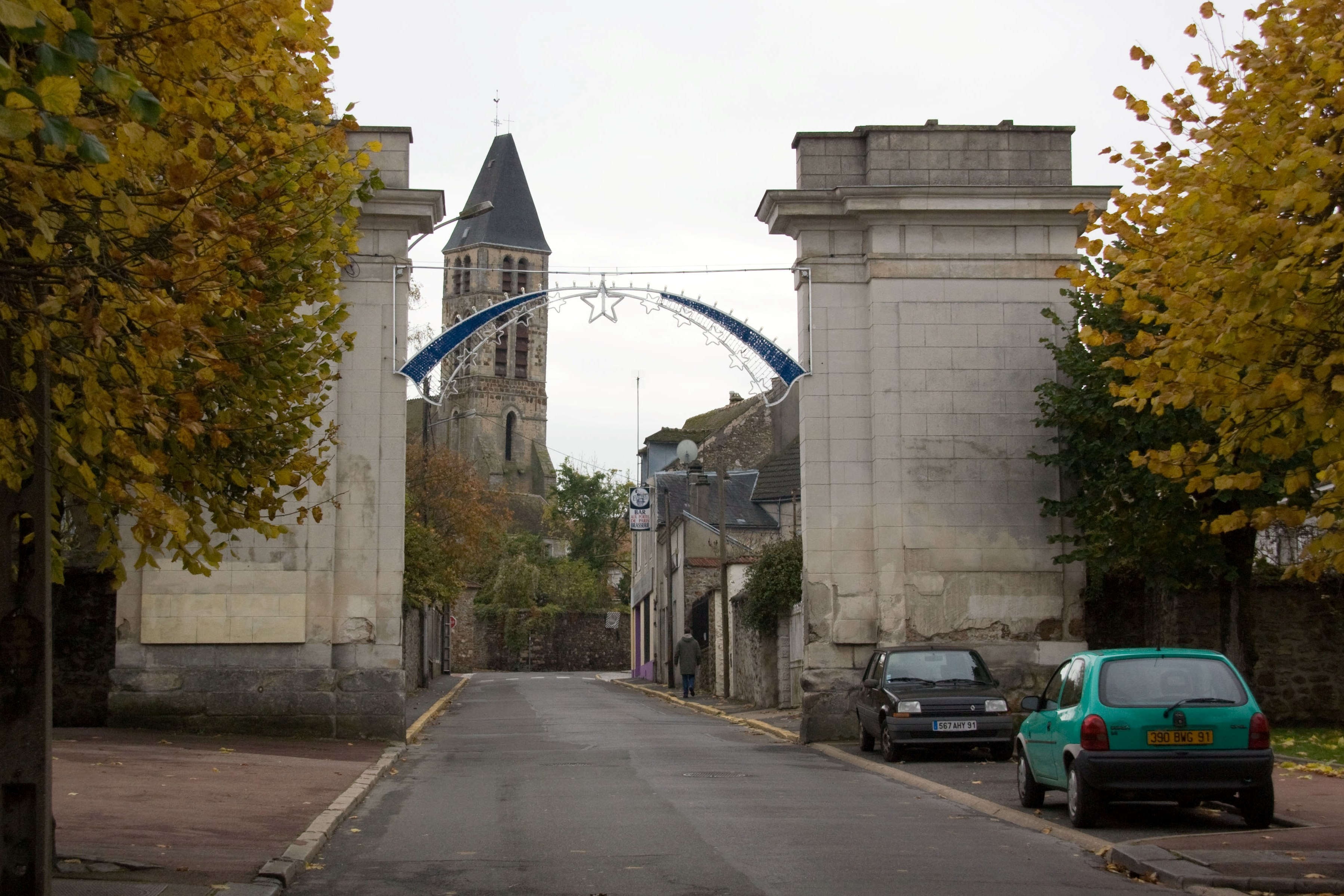
Pariser Tor und Kirche Saint-Pierre in Mennecy

- Pariser Tor aus dem 17. Jahrhundert
- Kirche Saint-Pierre aus dem 13. Jahrhundert
- Rathaus (19. Jahrhundert)

## Persönlichkeiten
- Louis François Anne de Neufville de Villeroy (1695–1766), Herzog von Villeroy
- Jurij Mihevec (1805–1882), Komponist
- Auguste Béhal (1859–1941), Chemiker, Pharmakologe
- André Beaudin (1895–1979), Maler und Bildhauer